# Seznam venezuelskih igralcev
Seznam venezuelskih igralcev.

## A
- Maria Conchita Alonso

## B
- Norkys Batista

## D
- Guillermo Davila
- Miguel de León
- Majandra Delfino
- Chiquinquirá Delgado

## F
- Lupita Ferrer
- Catherine Fulop

## G
- Barbara Garofalo
- Viviana Gibelli

## M
- Jonathan Montenegro

## P
- Lele Pons

## R
- Maricarmen Regueiro

## S
- Sonya Smith
- Gabriela Spanic
- Natalia Streignard

## V
- Patricia Velásquez

## Z
- Gigi Zancheta